# Will Schwarz (Maler)
Will Schwarz (geboren 29. Dezember 1894 in Hückelhoven; gestorben 13. Juli 1946 in Amorbach) war ein deutscher expressionistischer Maler und Mitglied der Düsseldorfer Künstlervereinigung Malkasten.

## Leben

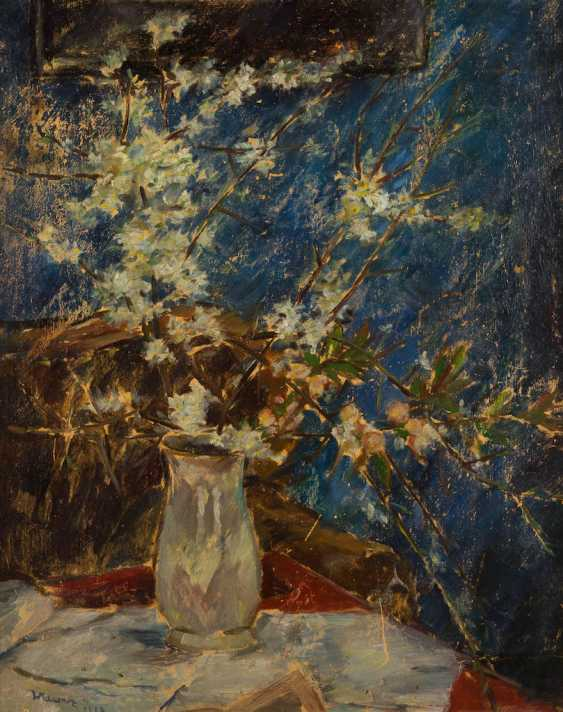
Stillleben mit blühenden Zweigen (1927)

Will Schwarz verbrachte seine Jugend in Doveren und begann eine Maschinenbau-Ausbildung in Mönchengladbach, die er aber aus gesundheitlichen Gründen abbrechen musste. Er besuchte von 1915 bis 1919 in Düsseldorf die Kunstakademie und ließ sich dort als freischaffender Künstler nieder. Neben seiner Malertätigkeit war er auch literarisch aktiv. 1935 heiratete er Helene Leven. Nach Bombenangriffen zog die Familie mit vier Kindern 1942 zunächst nach Merbeck und 1944 nach Amorbach in den Odenwald.
Anlässlich seines 75. Todestages widmete die Stadt Erkelenz dem Maler eine Ausstellung. Rund 50 Exponate wurden hierfür zusammengetragen.